# Aharon Kahana
Aharon Kahana (Stuttgart, 1 de março de 1905 - Paris, 1 de junho de 1967) foi um pintor e ceramista israelense nascido na Alemanha.

## Biografia

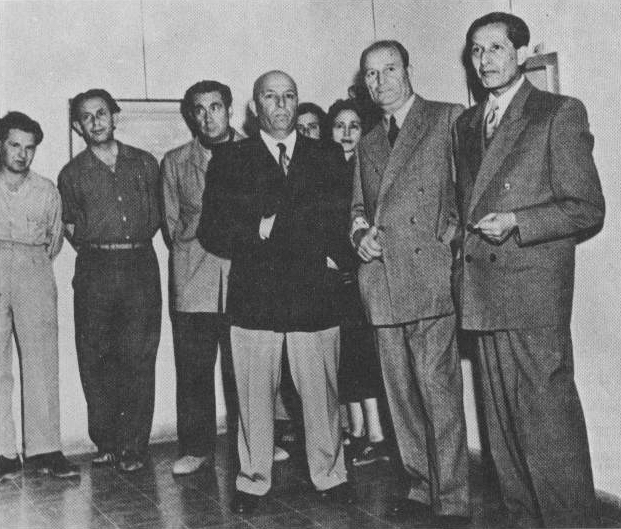
Inauguração da segunda exposição do Novos Horizontes, 1949.

Kahana nasceu em Stuttgart em 1905 e desde sua infância foi exposta à arte abstrata. Ele foi educado na Academia de Belas Artes em sua cidade natal entre 1922 e 1925. Mais tarde, continuou seus estudos em Berlim (1925) e Paris (1947). Em 1934, deixou a Alemanha, estabelecendo-se no mandato britânico da Palestina, na povoação de Ramat Gan. Sua transferência também significou uma mudança em seu estilo, desde que ele passou da abstração ao realismo, embora em 1943 ele retornasse às formas abstratas.
Em 1947 ele colaborou na fundação do grupo Novos Horizontes (em hebraico: אופקים חדשים, Ofakim Hadashim).
Kahana morreu em Paris em 1967, como resultado de um ataque cardíaco. Sua morte ocorreu durante a Guerra dos Seis Dias.
Aharon Kahana recebeu o prêmio Dizengoff por pintura e escultura em 1938, 1952 e 1953. Em 1958 ele foi premiado com uma distinção por ocasião do décimo aniversário do Estado de Israel. Em 1960, recebeu o prêmio internacional do Museu Solomon R. Guggenheim em Nova York.

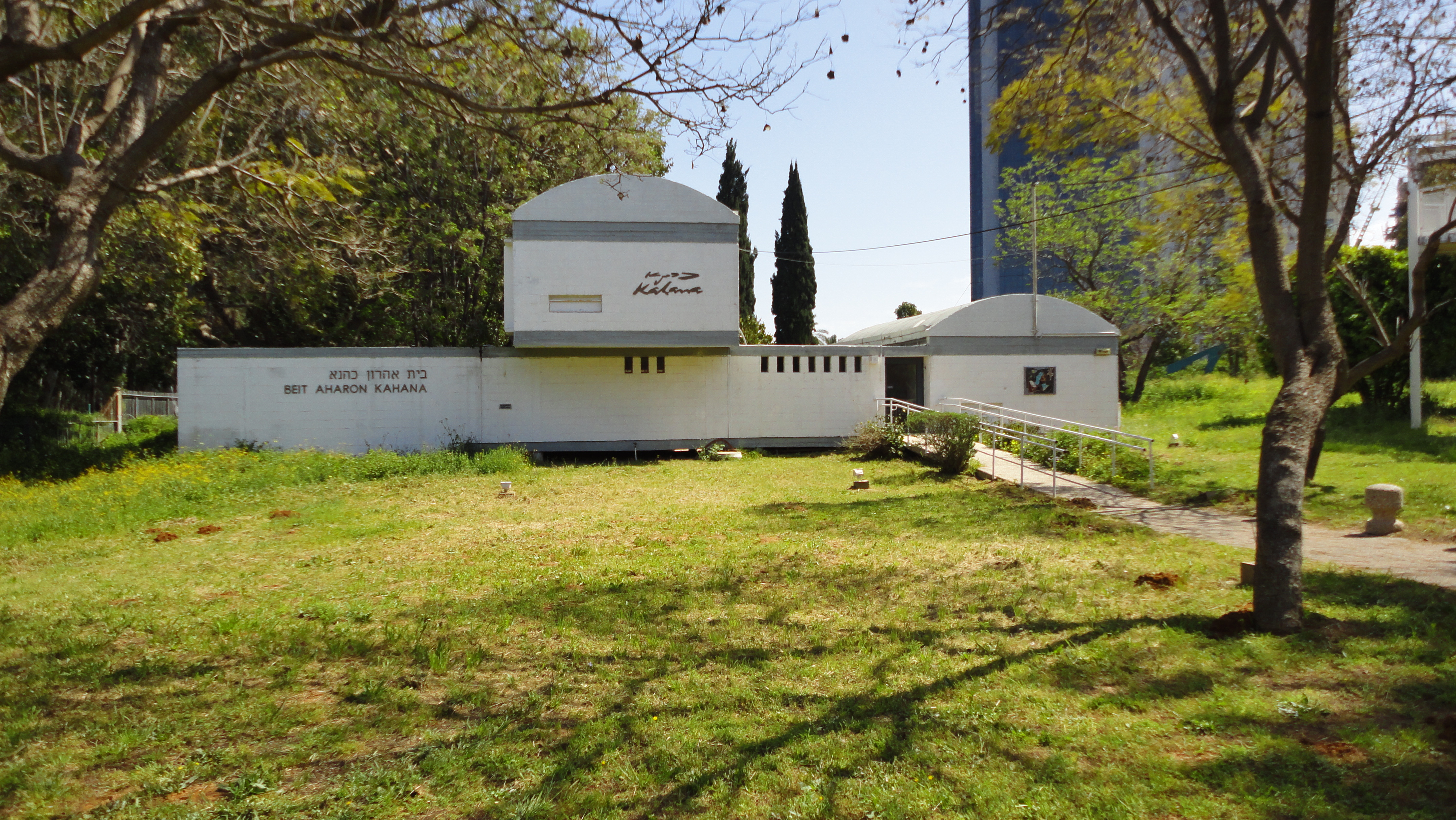
Casa-museo de Aharon Kahana

A casa de Aharon Kahana em Ramat Gan foi dedicada a um museu especializado em cerâmica artística.

## Obra
Sua obra é caracterizada por uma austera estilização arcaica, que mais tarde levou ao expressionismo. Ele foi muito receptivo às correntes inovadoras.
Ele é conhecido por seu estilo artístico pessoal que ele desenvolveu no início dos anos 50, que era uma mistura de formas modernistas, geralmente geométricas e com notáveis linhas definidoras, juntamente com conteúdos conceituais arcaicos e bíblicos. Este estilo foi bem adaptado à decoração de paredes em espaços públicos dentro da tendência predominante em Israel naquela época. E assim, pelo uso de técnicas de cerâmica foi usado para decoração, por exemplo, da Universidade Hebraica em Givat Ram, com a obra O Sacrifício de Isaac.
Nos últimos anos de sua vida, seu estilo mudou substancialmente. A partir de 1962, ele pintou uma versão pessoal da Pop Art. Suas linhas suavizadas e liquefeitas, as figuras adquiriram intensidade e um ritmo que expressava vitalidade. O conteúdo também era mais pessoal, aparecendo nu feminino.

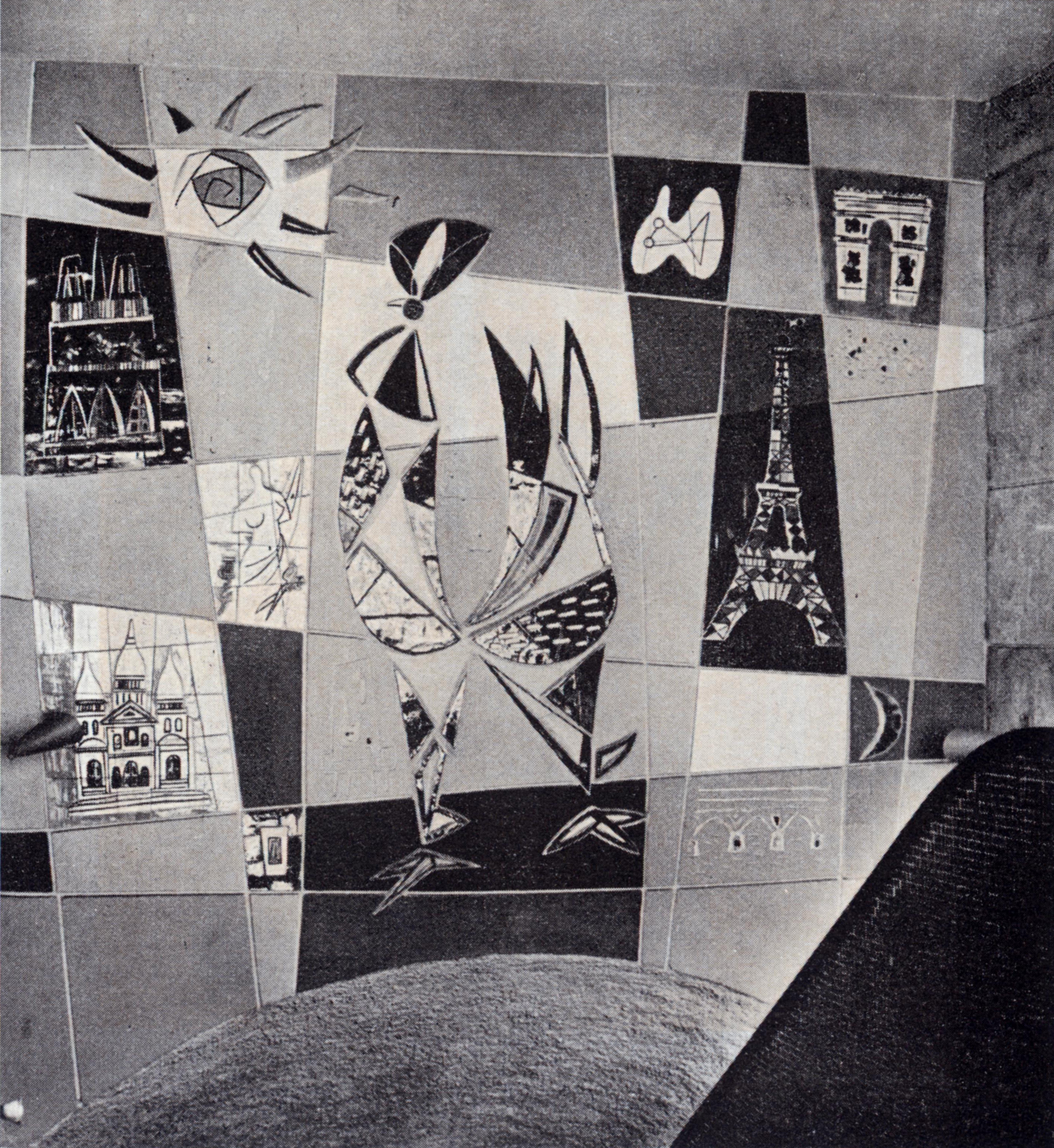
Trabalho na estação Paris Plaza do metrô de Haifa.
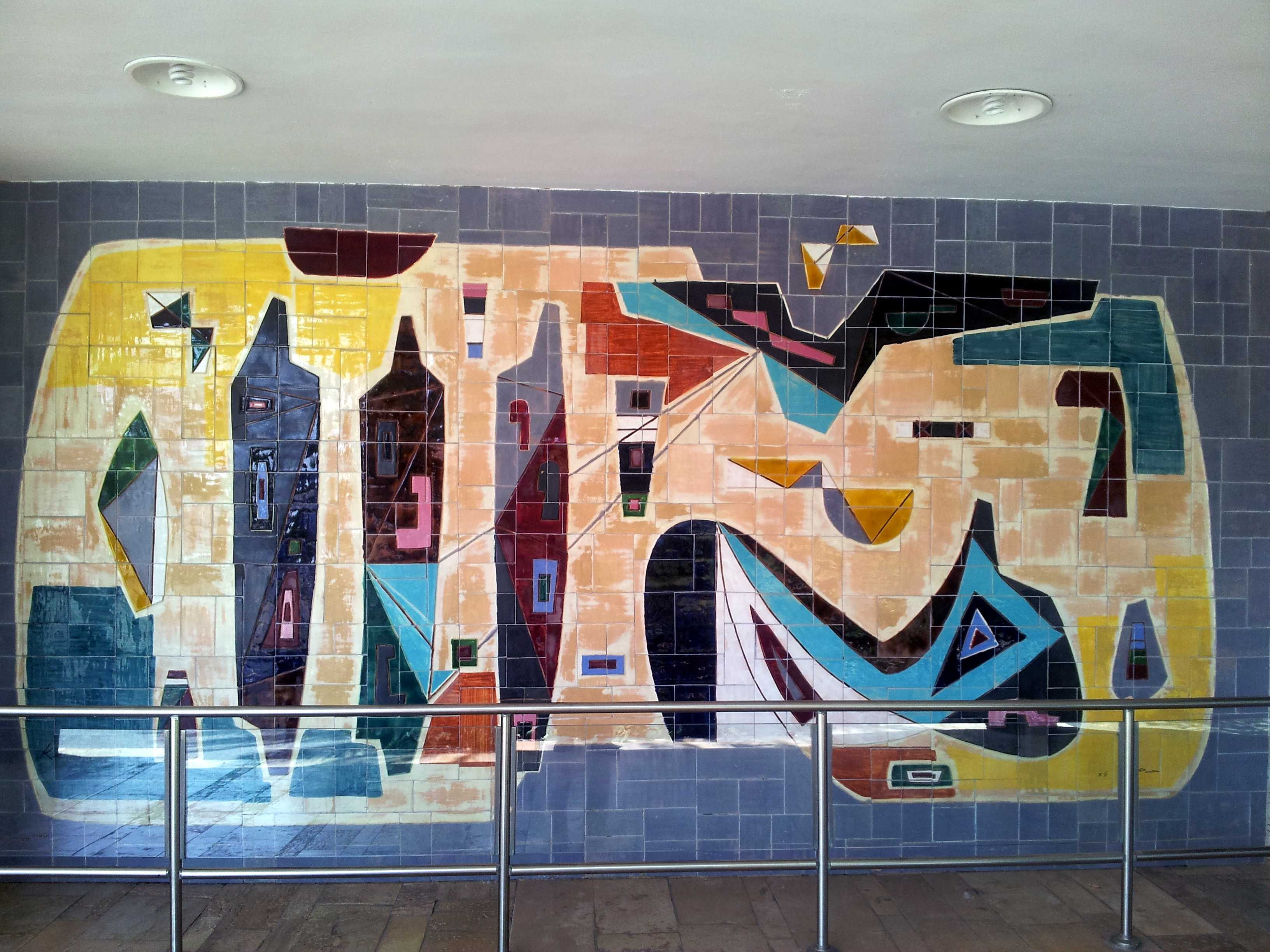
Mural cerâmico em Givat Ram.